# Margittai Szaniszlóné
Margittai Szaniszlóné (eredeti leánykori neve 1890-ig Mittelmann, majd Martos Szilárdka Felícia Flóra; Arad, 1878. december 16. – Budapest, 1935. december 6.) műfordító.

## Élete
Szülei Martos Ferenc gyártulajdonos és Hertschka Adél voltak. Martos Ferenc író testvérhúga.
Tárcái és regényfordításai az Aradi Közlönyben (1903), a Pesti Hírlapban, a Magyarország című lapban (1909) és más újságokban jelentek meg. Fordított Dickens-t, P. G. Wodehouse-t, Balzac-ot, de leginkább a Színes Regénytár és a Pesti Hírlap könyvek sorozatban kiadott, eredetileg angol és német nyelvű regények fordításában vett részt.

## Magánélete
Házastársa Margittai (Salamon Elie) Szaniszló (1868–1936) fogtechnikus volt, akivel 1909. július 17-én Budapesten kötött házasságot.
Fia Margittai István Szaniszló gyári tisztviselő, menye Kun Alice volt.

## Műfordításai
- Caine Hall: A tékozló fiú, Egyetemes Regénytár XXIV. 1–3. kötet, Singer és Wolfner, Budapest, 1907, fordította Martos Szilárdka, 142, 140, 155 oldal; Singer és Wolfner, Budapest, 1924
- William Lequeux: A titokzatos Mr. Miller I–II., 1908, Legjobb Könyvek 133–134. fordító név feltüntetése nélkül. (Eredetileg, a fordító nevével a Pesti Hírlap 1908:84/126. sz.)
- M. Pemberton: Vezércsillag, Egyetemes Regénytár XXV. 13–14. kötet, Singer és Wolfner, Budapest, 1909, fordította Martos Szilárdka, először Pesti Napló 1909: 247/96.sz.), 144 és 159 oldal
- Valentine Williams: Anubis szobra, 1927 (Innen Margittai Szaniszlóné, elvétve Martos Szilárdka néven).
- E. Phillips-Oppenheim: A sárga titok, Légrády Testvérek, Budapest, 1927, (Jutalom a Pesti Hírlap rejtvény megfejtéséért)[6]
- H. Rider Haggard: A vándor nyaklánca, Pesti Hírlap könyvek 2., Légrády Testvérek, Budapest, 1928,[7] 256 oldal
- (Francis Marion Crawford) F. Marion Crawford: Kelet fia (Mr. Isaacs); fordította: Martos Szilárdka, Pesti Hírlap könyvek 25., Légrády Testvérek, Budapest, 1928, 256 oldal (A fordító nevének feltüntetése nélkül.)
- Juanita Savage: Szenvedélyek szigete, 1928, A Pesti Hírlap Díszkönyvtára 2.
- Ethel M. Doll: Peggy küldetése, 1928
- James Oliver Curwood: A fekete vadász (The Black Hunter), Pesti Hírlap könyvek 35., Légrády Testvérek, Budapest, 1928,, 256 oldal (Margittai Szaniszló néven. 1942: az OSZK-ban nincs meg!)
- Edgar Wallace: A titokzatos mester, Genius, Budapest, 1929[8]
- (H. C. McNeile) Sapper: Bulldog Drummond, Pesti Hírlap könyvek 58., Légrády Testvérek, Budapest, 1929, 256 oldal
- (Arthur Sir Quiller-Couch) Quiller-Couch: Méregsziget, Pesti Hírlap könyvek 76., 1929 (Fordító neve nem lett feltüntetve.)
- (H. C. McNeile) Sapper: Gyémántkirályok összeesküvése, Pesti Hírlap könyvek 63., Légrády Testvérek, Budapest, 1929, 256 oldal
- P. G. Wodehouse: A bajbajutott várkisasszony, Pesti Hírlap könyvek 77., Légrády Testvérek, Budapest, 1929, 256 oldal (fordító: Margittai Lászlóné – sajtóhiba)
- George A. Birmingham: A szökevények, Pesti Hírlap könyvek 95., Légrády Testvérek, Budapest, 1929, 255 oldal
- Charles Dickens: Kis Dorrit I–II., 1930
- Alexandre Dumas: A gavallérbandita (Pascal Bruno), Kék regények 12., Pesti Napló kiadó, Budapest, 1930, 192 oldal
- George Melville: A sportlady, Kék regények 18., Pesti Napló kiadó, Budapest, 1930, 192 oldal
- Clément Vautel: A megkergült család, Kék regények 30., Pesti Napló kiadó, Budapest, 1930, 192 oldal
- (Karl Aloys Schenzinger) K. A. Schenzinger: A száguldó motor, Kék regények 35., Pesti Napló kiadó, Budapest, 1930, 192 oldal
- Adrien Robert: Tréfánszerzett trón, Kék regények 37., Pesti Napló kiadó, Budapest, 1930, 192 oldal
- Honoré de Balzac: Férj-fogás, Kék regények 44., Pesti Napló kiadó, Budapest, 1931,[9] 192 oldal
- Katherine Holland Brown: Az élet vándorai I–II. – díjnyertes regény, Pesti Hírlap könyvek 111–112., Légrády Testvérek, Budapest, 1931,[9] 446 oldal
- (Frederick Marryat) Marryat kapitány: Egyenlőség Jack I–II., Pesti Hírlap könyvek 133–134., Légrády Testvérek, Budapest, 1930
- (Jules-Henri Vernoy de Saint-Georges) Henry de Saint-Georges: Gyötrelmek násza, Kék regények 47.,[10] Pesti Napló kiadó, Budapest, 1931
- Sydney Horler: A szárnyas titok, Pesti Hírlap könyvek 169.,[11] Légrády Testvérek, Budapest, 1931, 224 oldal
- (Edward Phillips Oppenheim) Phillips Oppenheim: Az oroszlán és a bárány, Pesti Hírlap könyvek 190., Légrády Testvérek, Budapest, 1931, 224 oldal
- (Edward Phillips Oppenheim) Phillips Oppenheim: Játék a szabadsággal, Pesti Hírlap könyvek 204., Légrády Testvérek, Budapest, 1931, 191 oldal
- Alexandre Dumas: A névtelen kapitány, Hellas, Budapest, 1931.
- Charles Hugo: A várkastély titka, 1931
- Erich Ebenstein: Bettina sorsa, Színes Regénytárkiadó, Budapest-Újpest, 1931, Színes Regénytár 142.
- Hans Wachenhusen:[12] A lelkiismeret szava, 1931, Színes Regénytár 151.
- E. Ebenstein: A herceg gyámleánya, 1932, Színes Regénytár 159.
- E. Ebenstein: Adalise házassága, 1932, Színes Regénytár 180.
- Helene v. Hülsen: Megtalált boldogság, 1932, Színes Regénytár 188.
- Max Ring: Csalódások árán, 1932, Színes Regénytár 196.
- Helene v. Hülsen: Anemezis, 1932, Színes Regénytár 204.
- Konrad Telmann: Csalódni fáj, 1932, Színes Regénytár 210.
- M. Herzberg: Szélvész kisasszony I–II., 1932, Színes Regénytár 215–216.
- (Frederick Schiller Faust) Max Brand: A titokzatos ranch, Pesti Hírlap könyvek 213., Légrády Testvérek, Budapest, 1932, 192 oldal
- Alexander Keller: A horgasujjú, Pesti Hírlap könyvek 218., Légrády Testvérek, Budapest, 1932, 191 oldal
- (Val Henry Gielgud) Val Gielgud: A cári kincs, Pesti Hírlap könyvek 229., Légrády Testvérek, Budapest, 1932, 192 oldal
- Michael Arlen: Lily Christine I–II., 1932, Külföldi Regényírók
- Juanita Savage: Szenvedélyek szigete, Pesti Hírlap könyvek 271/a., Légrády Testvérek, Budapest, 1933, 192 oldal
- Maurice Champagne: Kaland a remete szigetén, Pesti Hírlap könyvek 286., Légrády Testvérek, Budapest, 1933, 192 oldal
- Konrad Telmann: A szirén, Budapest-Újpest, 1933, Színes Regénytár 223.
- W. Berg: Virraszt a szerelem, 1933, Színes Regénytár 228.
- Ernst Wichert: Az apa szelleme, 1933, Színes Regénytár 234.
- Georg Hartwig: A tábornok lánya, 1933, Színes Regénytár 241.
- Clara Cron: Három koszorú, 1933, Színes Regénytár 244.
- Hans Wachenhusen:[12] Kiki a párjával, 1933, Színes Regénytár 247.
- G. Hartwig: Ha szeretsz, 1933, Színes Regénytár 253.
- M. Herzberg: Támasz nélkül I–II., 1933, Színes Regénytár 258–259.
- Maria Stahl: Ész és szív, 1933, Színes Regénytár 262.
- L. Warren: Őfensége házassága, Színes Regénytár 272.
- Wilhelmine Heimburg: A másik I–II., 1934, Színes Regénytár 278–279.
- Luke Allan: Botrány a klubban, Pesti Hírlap könyvek 362., Légrády Testvérek, Budapest, 1934, 190 oldal
- (Maria Stahl) M. Stahl: És egyszer eljött…, Budapest-Újpest, 1934, Színes Regénytár 287.
- Carit Etlar: Egy báli éj, 1934, Színes Regénytár 288.
- W. Heimburg: Ódon falak közt I–II., 1934, Színes Regénytár 297–298.
- O. Gayer: Tavaszi mámor, 1934, Színes Regénytár 302.
- Hans Wachenhusen:[12] A kitagadott, 1934, Színes Regénytár 303.
- (Maria Stahl) M. Stahl: Melyik ér többet?, 1934, Színes Regénytár 309.
- Kapff-Essenther: A hozományvadász, 1934, Színes Regénytár 312.
- (Fanny Lewald) F. Lewald: Ő, vagy senki más!, 1934, Színes Regénytár 317.
- F. Henckel: Mindhiába, 1934, Színes Regénytár 324.
- Lola Stein: Tíz év I–II., 1934, Színes Regénytár 328–329.
- K. Telmann: A kastély titka, 1935, Színes Regénytár 330.
- George Goodchild:[13] A fáraó átka I–II., 1935, Pesti Hírlap könyvek 375–376.[14]
- (Arnold Alexander Benjamin) Arno Alexander: A titkos gáz, Pesti Hírlap könyvek 378., Légrády Testvérek, Budapest, 1935, 192 oldal
- B. Ernst: Az elvált asszony, Budapest-Újpest, 1935, Színes Regénytár 336.
- F. Hardnut: A vadon rózsája, 1935, Színes Regénytár 337.
- Bernd v. Guseck: Első látásra, 1935, Színes Regénytár 351.
- J. Krause: Az utolsó mentség, 1935, Színes Regénytár 341.
- Edmund Hoefer: Kísért a múlt, 1935, Színes Regénytár 343.
- S. Verena: Elrontott élet, 1935, Színes Regénytár 344.
- Sophie Junghans:[15] Menjek vagy maradjak?…, 1935, Színes Regénytár 349.
- S. Verena: Erősebb a szerelemnél, 1935, Színes Regénytár 355.
- Alexander Römer: Egy hazug élet, 1935, Színes Regénytár 357.
- Erick Ebenstein: Szerelem és gyűlölet, 1935, Színes Regénytár 360.
- A. G. Suttner: Az ő végzete, 1935, Színes Regénytár 361.
- Ernst Wichert: A sógornők, 1935, Színes Regénytár 365.
- E. Ebenstein: Kétféle mérték, 1935, Színes Regénytár 366.
- Raymund Golo: Az árva, 1935, Színes Regénytár 368.
- A. Sterau: A napló titka, 1935, Színes Regénytár 371.
- E. Wichert: Ellenséges szerelem, 1935, Színes Regénytár 373.
- Gertrude Lynch: A szép Betty, 1935, Színes Regénytár 374.
- H. Line: Bizalom nélkül, 1936, Színes Regénytár 378.
- L. Warren: A démon hatalmában, 1936, Színes Regénytár 381.
- (Arthur Minturn Chase) M. Chase: Szellemidézés a felhőkarcolón,[16] Pesti Hírlap könyvek 430., Légrády Testvérek, Budapest, 1936, 190 oldal
- (Edward Beverly Mann) E. B. Mann: Nem azonos…, Pesti Hírlap könyvek 437., Légrády Testvérek, Budapest, 1936, 192 oldal